# Prunus littlei
Prunus littlei är en rosväxtart som beskrevs av Perez-zab.. Prunus littlei ingår i släktet prunusar, och familjen rosväxter. Inga underarter finns listade i Catalogue of Life.